# Wołodymyr Durmanow
Wołodymyr Jurijowycz Durmanow (ur. 7 maja 1949 we Lwowie) – ukraiński architekt działający w Polsce, profesor doktor habilitowany inżynier, profesor nadzwyczajny Wydziału Architektury Politechniki Białostockiej, członek korespondent Ukraińskiej Akademii Architektury, specjalista w zakresie architektury mieszkaniowej.

## Życiorys
W 1972 ukończył studia we Lwowskim Instytucie Politechnicznym. Uzyskał tytuł inżyniera. W 1993 otrzymał stopień doktora, a w 1995 tytuł naukowy profesora.
Został profesorem nadzwyczajnym na Wydziale Architektury Politechniki Białostockiej, zatrudnionym w Zakładzie Architektury Kultur Lokalnych.
Od 1994 członek Narodowego Związku Architektów Ukrainy.